# Шуба, Алексей Иванович
Алексей Иванович Шу́ба (бел. Шуба Аляксей Іванавіч; 1912—1971) — советский медицинский работник, врач, Герой Социалистического Труда (1969).

## Биография
Алексей Шуба родился 25 февраля 1912 года в деревне Подоресье (ныне — Стародорожский район Минской области Белоруссии). С раннего возраста работал сначала батраком, затем в колхозе. В 1939 году Шуба окончил Минский государственный медицинский институт, после чего два года работал главврачом Стародорожской районной больницы. Участвовал в боях Великой Отечественной войны, командовал партизанским отрядом, партизанской бригадой. После освобождения Белорусской ССР вернулся к врачебной деятельности, занимал должность заведующего отделом охраны здоровья Минского горисполкома.
С февраля 1952 года Шуба работал главным врачом 1-й клинической больницы Минска. За время его работы больница стала одной из лучших не только в республике, но и во всём СССР. Руководимая Шубой больница включала в себя, помимо самой больницы более чем на тысячу мест, но и все амбулаторные и поликлинические учреждения Советского и Первомайского районов Минска, при этом оказывая медицинские услуги высокого качества.
Указом Президиума Верховного Совета СССР от 4 февраля 1969 года за «большие заслуги в области охраны здоровья советского народа» Алексей Шуба был удостоен высокого звания Героя Социалистического Труда с вручением ордена Ленина и медали «Серп и Молот».
Скончался 26 декабря 1971 года, похоронен на Восточном кладбище Минска.
Заслуженный врач Белорусской ССР. Был также награждён рядом орденов и медалей.

## Память
В честь Шубы названа улица в деревне Осовец Любанского района Минской области Белоруссии.  У главного входа в 1–ю клиническую больницу Минска 8 июля 2010 г. установлена мемориальная доска.